# 向谷実
向谷 実（むかいや みのる、1956年10月20日 - ）は、日本のキーボーディスト、作曲家、編曲家、音楽プロデューサー、実業家、タレント。東京都世田谷区出身。
フュージョンバンド・カシオペアの元キーボード奏者（1977年-2012年）、およびかつしかトリオのキーボード奏者（2021年-）。鉄道関連事業を行っている株式会社音楽館代表取締役社長。

## 人物
1977年、ネム音楽院（現：ヤマハ音楽院）エレクトーン科在籍中であった20歳の時に、当時まだアマチュアバンドであったカシオペアにキーボーディストとして加入。1979年にカシオペアはメジャーデビューし、2006年の活動休止までリーダーの野呂一生と共に29年間歩み、カシオペアのサウンドを支えてきたが、6年後の2012年に活動再開する際に脱退した。脱退以後の音楽マネージメントは自身の会社である音楽館で行っている。
1995年、自身が培ってきたコンピューター技術を活かして、音楽館で実写版鉄道シミュレーションゲーム『Train Simulator』シリーズの制作および発売開始。1990年代後半から2000年代に掛けては、カシオペアとともに活動の柱となっていった。なお、音楽館は2000年代後半よりコンシューマーゲームから業務用分野の鉄道シミュレーターに事業を転換している。
カシオペア活動中からソロでの音楽活動を行っており、様々なアーティストのレコーディングに参加。自身が中心となってプロデュースしたものも数多い。
カシオペア在籍時はライブでMC（司会）も担当。MCでの巧みな話術はメディア出演でも評判となり、『Train Simulator』制作以後は熱狂的な鉄道ファンとして鉄道関連番組に頻繁に出演するようになり、業務用分野のシミュレーターに事業を転換してからはプロとしての立場で鉄道関連番組に出演している。また、その知見を買われて近年は情報番組にコメンテーターとしても出演するようになり、従来の音楽ファン、鉄道ファン以外からも広い知名度を得ている。
2021年からカシオペアの元メンバーどうしであった櫻井哲夫、神保彰との三人で、カシオペア時代と同じジャンルのフュージョン・バンド、かつしかトリオを結成して活動中。

## 来歴

### 学生時代
世田谷区二子玉川出身。幼少の頃から音楽を学び、4歳半からオルガンを、5歳からピアノを習い始め、6歳で既に作曲を行っていたという。その後にエレクトーンに移行した。中学生時代はエレクトーンに精力を傾け、地区のコンクールで優勝するなどしていた。
しかし、全国大会出場への強化合宿に軽い気持ちで出たところ、他の参加者たちが自分よりも高度な英才教育を施されてきたことからレベルの違いに愕然とする。そういった理由もあり、東京都立大学附属高等学校（現：東京都立桜修館中等教育学校）入学後の高校生時代は、音楽はあくまでも趣味レベルに留めることにしたが、エレクトーンの教習には通い続けて、アルバイトでデモンストレーター（楽器店の店頭における試演奏者）もやっていく。将来の目標は音楽とは別のところに置いていて、弁護士として社会奉仕活動に従事することを掲げていた。高校三年生の現役時、その目標のためにいくつかの難関大学を受験するものの、あえなく全滅。高校を卒業後、大学受験浪人として予備校生活に入る。しかし、通学途中の繁華街で遊興に耽る日々が続き、さらなる学力低下を招いてしまう。我に戻って危機を感じた向谷は翌年の大学受験は諦めることにして、進路変更を決意。高校時代の担任に相談しに行ったところ、氏からのアドバイスにより、長年やってきたエレクトーンの腕を活かすことにして、「手に職を付ける」、「就職に有利」な面から、ネム音楽院（現：ヤマハ音楽院）のエレクトーン科に進学した。向谷はそこでヤマハ音楽能力検定の「エレクトーン部門グレード3級（演奏）」と「指導者グレード3級」の両資格を取得している。

### 1977年、カシオペアに加入
このネム音楽院在籍時の1977年、友人を介して同学年の年齢だった野呂一生と知り合い、野呂が櫻井哲夫と結成していたバンド、カシオペアがアマチュアバンド・コンテスト「EastWest'77」に出場するにあたり、キーボーディストとして加入の誘いを受ける。その際、野呂はカシオペアの指向について、向谷が信奉していたミュージシャンの一人を引き合いに出して「チック・コリアみたいな音楽（当時活動していたエレクトリック編成のリターン・トゥ・フォーエヴァー）をやっている」と口説いた。カシオペアは前年度の同コンテスト（「EastWest'76」）に出場して決勝大会まで進出したこともあって、交友関係の輪の中にいた向谷も存在を知っていた。当初参加した理由は、前年度の同コンテストで野呂が最優秀ギタリスト賞を受賞し、その賞品として当時最新型にして最高級のエレクトリック・ギター（ヤマハSG-2000）を獲得したことが野呂本人から吹聴され、“この有望なバンドで決勝大会に出られれば、自分も欲しい楽器を獲得出来るかもしれない”という一時的なものだった。同じプロミュージシャンでも、これをきっかけにして（収入が不安定な）バンドマンになるなんて気はなくて、安定したエレクトーン業界で生活していく将来設計は据え置いていた。そして向谷を入れたカシオペアは自らのオーディションで選んだドラマーも加えて同コンテストに再出場することになる。
カシオペアに加入した向谷は、野呂が作ってきた楽曲における音楽性の高さに感銘する一方で、それまで野呂が独学で書いていた楽譜の楽典について専門教育を受けている立場から添削・修正する役割を請け負うなど深く関わっていく。また、前年度の決勝大会に出場したカシオペアの再出場は「EastWest'77」の注目の的であり、下馬評で最高位のグランプリが確実視されるなど、軽い気持ちで参加した向谷をどんどん本気にさせていった。そしてカシオペアは前年度に続き、決勝大会まで進出。惜しくもグランプリは獲れなかったが、優秀グループ賞を受賞した（なお、本年度は当初目当てにしていた賞品は出されなく、賞状のみであった）。この頃になると、向谷の気持ちはすっかり変わり、元からプロ志望であった野呂と共にカシオペアとしてプロデビューを目指すことになっていく。そして、カシオペアは「EastWest'77」決勝大会出場メンバーで都内近郊を中心にライブ活動開始。このデビュー前の時期、「EastWest'77」の審査員だった鳴瀬喜博に見いだされ、プロとしての仕事に度々誘われるようになる。また、この頃から家庭を持ち始めたこともあって、自活のために引き続きエレクトーンのデモンストレーターやスタジオ・ミュージシャン、コピー譜の採譜作業をするようになる。

### 1979年、カシオペアでプロデビュー
1979年5月25日、日本におけるフュージョンブームの真っ直中、カシオペアはアルバム『CASIOPEA』でメジャーデビュー。野呂の優れた作・編曲の能力とともに、ライブで完全再現させる演奏力で高い評価を得ていく。そのデビューアルバムに付けられたキャッチコピー「スリル、スピード、スーパー・テクニック」の表現通り、超絶技巧かつアクロバティックな演奏スタイルで、向谷は同時に2台のキーボードを弾き分けるなどエレクトーン・プレーヤー出身の素性が活かされた。また、カシオペアはライブにおいて、結成時からしばらくはリーダーである野呂がMC（司会）を務めていたのだが、この頃に向谷に移行されることになる。カシオペアの演奏とともに向谷のMCも評判となり、その軽妙さから向谷の名字をもじり、司会屋実（しかいやみのる）の異名が与えられた。
カシオペアは当時半年というインターバルでのアルバムのリリースごとに売り上げを伸ばし続け、ライブの規模と動員もそれに伴って拡張していった。カシオペアが多忙になったこと、そしてカシオペアで安定した収入が得られるようになったこともあり、デビュー後も行っていたスタジオ・ミュージシャンを一時休止し、1980年代前半の一時期はカシオペアの活動だけに専念するようになる。しかしながら、カシオペア以外の音楽活動にも意欲的な心は持ち続けていて、1984年に初めて自身が音楽制作のイニシアチブを取って、亜蘭知子のアルバム『More Relax』をサウンドプロデュースした。さらに同年には都内にレコーディング・スタジオ「スタジオJIVE」を賛同者とともに建設し、向谷は関連会社の音楽館を興してスタジオ運営に参画する。以降、このスタジオJIVEが、初のソロアルバム『ミノル・ランド』のレコーディングをはじめとした向谷のホームグラウンドとなり、カシオペアの国内におけるレコーディングもここを中心になされていくようになる。
1980年代前半、趣味の一環としてパソコンを購入。熱中するようになった向谷は、国産からすぐに米国Apple Computerが出したばかりのMacintoshに辿り着き、パソコン通信で海外音楽関係者と情報のやりとりをしたり、デジタル機材のデータ管理など音楽活動にも用いていくようになる。1980年代後半から1990年代前半に掛けて、パソコン、とりわけMacintoshを使うミュージシャンの代表格として各種メディアに取り上げられるようにもなる。そして1993年、向谷は自身が経営する音楽館で、カシオペアが題材となった、映像と音楽を融合させたCD-ROMソフト『Touch the Music by Casiopea』を制作して発売する。これは後に制作する『Train Simulator』のプロトタイプともなった。

### 1995年、Train Simulatorを発表
幼少の頃から鉄道が趣味で、切符収集から始まり、学生時代は当時ブームだった8ミリ映画カメラでSL（蒸気機関車）を撮りに遠方まで出掛けていた。カシオペア在籍時代もライブツアーで全国各地を廻る際、機会があればその地元の路線に乗りに出掛けたり、他のメンバーやスタッフが旅客機や新幹線で時間的に効率な移動をするなか、好んで移動時間が掛かる夜行列車など利用して鉄道趣味を堪能していた。また、1985年に発表した初のソロアルバム『ミノル・ランド』にSLの音が取り入れられた曲「TAKE THE SL TRAIN」を作って収録するなど、その趣味の熱心さは以前からカシオペア・ファンには知られる事柄であった。
1995年に世界初の実写版鉄道シミュレーションゲーム『Train Simulator』第1弾「中央線201系（中野-豊田）」（Macintosh用）を自身の会社、音楽館で制作して発売する。音楽活動で培ったコンピューター技術を用いて、列車の乗務員室から業務用ビデオカメラで撮影した実写のノンストップ動画を処理して完成したのが本作である。ソロ活動の一環ではあったが、多分な趣味的要素で個人的にプロジェクトを立ち上げたものであった。しかし、ドライブシミュレーションゲーム（自動車）・フライトシミュレーションゲーム（飛行機）しかなかった実機シミュレーションゲームに「鉄道シミュレーションゲーム」という新たなジャンルを生み出してヒットさせた。
これ以後、1990年代後半から2000年代前半に掛けて、向谷にとって『Train Simulator』シリーズの制作はソロ活動の柱となった。『Train Simulator』の音楽制作は自らで手掛けていたが、それ以外のソロにおける音楽活動は激減していった。時を同じくして、カシオペア自体の活動も年々減少していく。そのため、『Train Simulator』制作者として音楽とは異分野でメディア出演が増えていくも音楽シーンにおいては霞みがちになっていった。

### 2006年からのカシオペア休止期における活動
2006年8月1日、カシオペアはリーダー・野呂の意向により、レコーディングおよびライブなどの活動をすべて休止した。
カシオペア休止以降、向谷の音楽活動は逆に精力的になり、鉄道事業の音楽制作において起用したミュージシャンらで、向谷実とメロディーズ（宮崎隆睦、矢堀孝一、鹿島達彦、平川象士、壷井彰久）を結成し、鉄道イベント等でのデモンストレーション・ライブの他、有料での単独ライブも開催した。また、カシオペアのデビュー直後から親交がある三枝成彰の実験的なコンサートにも参加していくようになる。2010年、twitterでの交流をきっかけに歌手・中西圭三と向谷実×中西圭三プロジェクトが立ち上げられた。twitterで一般から歌詞を公募、レコーディング作業は全てUstreamで実況中継して制作過程を可視化、さらに当初はCDは制作せずにダウンロード販売でするなどインターネットがフル活用された実験的な音楽制作を行って話題となった。
2000年代後半、『Train Simulator』シリーズはタイトーとの合作による『Railfan』に収束して制作が休止するものの、向谷と音楽館はその応用として富士通と提携して鉄道会社が実際に乗務員の訓練に使用する業務用シミュレーターの開発を手がけるようになり、2007年には鉄道博物館の展示品で来場者が動かす「国鉄D51形蒸気機関車運転シミュレーター」の開発にも携わった。これが近年の主な事業となっていく。
ニコニコ超会議における団体臨時列車ニコニコ超会議号や、東急百貨店東横店で毎年開催の「鉄道フェスティバル in SHIBUYA」などの鉄道関連イベントをプロデュース。
2001年から2010年まで名古屋芸術大学音楽学部音楽文化応用学科の新設と共に専任教授を務めた。

### 2012年～ カシオペア休止および脱退以降の活動
2012年4月、メンバー間での話し合いにより、向谷がカシオペアから脱退することが公式サイトで発表された（カシオペアはCASIOPEA 3rdとして6年ぶりに活動再開も表明。向谷の後任には大髙清美が起用された）。これにより、向谷の音楽マネージメントも音楽館に移管されることになった。
2015年1月、自身のFacebookとTwitterでナレーターの藤みさきと再婚したことを報告した。
2016年、東京で行われた楽器フェアにおいて、自身の還暦を記念したライブ「Minoru Mukaiya presents "EAST meets WEST"」を開催。1982年に発表されたカシオペアのセッション・アルバム『FOUR BY FOUR』で共演以来のリー・リトナー（ギター）とドン・グルーシン（キーボード）とネイザン・イースト（ベース）、旧知の神保彰（ドラムス）、村田陽一（トロンボーン）、エリック・ミヤシロ（トランペット）ら日米で活動する凄腕ミュージシャンを一堂に迎えて話題となった。
2018年、先述したライブがきっかけとなり、共演したドン・グルーシンら日米双方のミュージシャンと再演した、25年ぶりとなる3枚目のソロアルバム『THE GAMES-East Meets West 2018-』を制作して発表。レコーディング・メンバーでの国内ライブツアーも行った。
向谷が音楽館で手掛けている鉄道乗務員訓練用の業務シミュレーターは多くの鉄道会社で採用されるようになった。海外でも注目を浴びていて、日本が官民を挙げて海外に売り込みをしている新幹線では一役買っている。2015年には、東日本旅客鉄道（JR東日本）がアメリカ合衆国・カリフォルニア州知事のジェリー・ブラウンにプレゼンテーションをする際、総理大臣の安倍晋三に帯同して、シミュレーターのデモンストレーションを取り仕切った。2018年には、ドイツで開催されている世界最大の鉄道技術博覧会「イノトランス」に初出展。その模様はTBS系のドキュメンタリー番組『情熱大陸』の密着取材を受けて放送されることとなった。

### 2021年～ かつしかトリオ結成、近年の活動
神保との交流と共演に加え、2010年代後半からは櫻井哲夫との交流と共演も頻繁となっていく。2020年、櫻井と神保はカシオペア脱退後にかつて二人で組んでいたJIMSAKUを再結成し、彼らもまた交流と共演が頻繁となっていった。2021年、神保が単身での演奏によるワンマンオーケストラのかつしかシンフォニーヒルズ公演に、向谷と櫻井の二人がゲスト出演するにあたって、三人の共演形態に名称を付けることになって、ホール名に因んでかつしかトリオとした。当初はそこでの一回限りを予定したものであったが、前評判の高さから複数個所のライブツアーに拡げて行った。その盛況ぶりから翌2022年以降も活動を継続させることとなり、毎年のライブツアーを行い、そして2023年にはアルバム『M.R.I_ミライ』を制作してリリースした。
2022年6月4日、自身のtwitterにて、航空自衛隊のアクロバット飛行チームブルーインパルスの展示飛行用音楽の制作を進めていることを明かした。2023年度より使用される見込み。
2023年1月7日、2022年度の第64回交通文化賞を受賞。これは「公的活動、学術研究、芸術活動、国際的活動等を通じ、我が国の交通文化の向上に著しく貢献した者」に対して国土交通大臣より贈られる賞であり、向谷がこれまでにリリースした鉄道運転シミュレーションゲーム「トレイン・シミュレータ」や発車メロディや車内チャイム制作などに貢献したことを評価したものである。

## 鉄道音楽の制作
『Train Simulator』以外にも鉄道に関する音楽の活動を行っている。
2004年には九州旅客鉄道（JR九州）の九州新幹線新八代駅 - 鹿児島中央駅が開通した際に同線の業務音楽（発車音楽や車内音楽）制作を手がけたのをはじめ、以下の鉄道関連の音楽を手がけている。
- 京阪電気鉄道全駅の接近メロディと通過メロディ、18駅の発車メロディ作曲[5]（2007年6月）
- 阪神電気鉄道全駅の発車・到着メロディ作曲・編曲（阪急電鉄神戸高速線高速神戸駅・新開地駅を含む）[6]（2009年1月）
- 京成電鉄 スカイライナー（2代目AE形）のミュージックホーンと停車時に流れる車内BGMおよび車内チャイム作曲[7]（2009年5月）
- JR九州の観光特急「海幸山幸」のミュージックホーンと車内チャイム作曲[8]（2009年10月）
- JR九州所属の新幹線N700系電車の車内チャイムおよび九州新幹線の発車メロディ作曲(博多駅以外)[9]（2011年3月）
- JR九州の観光特急「A列車で行こう」の車内BGM作曲（2011年10月）
- 博多駅在来線ホームの発着メロディ作曲（2012年3月）[10]
- 東急電鉄東横線渋谷駅の地上ホーム到着ベルメロディおよび地下ホーム発車ベルメロディ（2013年3月）[11]
- 西武鉄道池袋線練馬高野台駅の発車メロディ編曲（2015年1月）[12]
- 阪神電鉄甲子園駅の列車接近メロディ編曲※春のセンバツまたは夏の選手権大会期間中のみ（2015年3月）
- 小倉駅在来線ホーム・大分駅・宮崎駅・由布院駅・宮崎空港駅の接近・発着メロディ作曲・編曲（2015年5月）
- 東京メトロ東西線全駅（中野駅を除く）の発車メロディ作曲・編曲（2015年5月）[13]
- 若桜鉄道の車内メロディ作曲（2015年10月）[14]
- 京阪鋼索線（石清水八幡宮参道ケーブル）の車内BGM（上下、通常期・正月期・七五三期）（2016年4月）[15]
- 西武鉄道観光列車「旅するレストラン 52席の至福」の車内メロディ（2016年）[16]
- 「或る列車」の車内BGM（2016年7月）[17]
- 三陸鉄道釜石駅の発車メロディ（2016年7月）[18]
- 京阪電気鉄道の快速特急「洛楽」停車駅5駅の発車メロディ（2017年8月）[19]
- 福岡市地下鉄七隈線の接近メロディ（2019年3月）[20]
- JR九州在来線のホームドア開閉時チャイム
- 泉北高速鉄道の発車メロディ[21]（2022年3月)
- 東急目黒線(東京メトロ南北線、埼玉高速鉄道埼玉スタジアム線、相模鉄道各線)の車載メロディーを作曲[22](2022年8月)
- 西九州新幹線の車内チャイムおよび発車メロディ[23]（2022年9月)
- 遠州鉄道新浜松駅の発車メロディ「Windy Town」(2021年11月2日より。12月5日から西鹿島駅でも使用開始)

## ディスコグラフィー

### ソロ・アルバム
- 『ミノル・ランド』（WELCOME TO THE MINORU'S LAND、1985年）

シンセサイザーやサンプラーと打ち込み（シーケンサー）を多用した楽曲中心。
- 『ティクル・ジ・アイボリー』（TICKLE THE IVORY、1993年、廃盤）

オリジナル楽曲のほか、カシオペアの代表曲をいくつか再アレンジして演奏・収録。高中正義、神保彰、櫻井哲夫がゲストとして参加している。
2010年以降頻繁に演奏される「A Day in the Stars」の初出はこのアルバム。

### 鉄道関連の作品
- 『東横特急』（2008年5月8日発売）

SUPER BELL"Zとのコラボアルバム。東急東横線開業80周年を記念して発売された。SUPER BELL"Zの初期の楽曲が初CD化している。11曲中7曲が向谷の、残りの4曲がSUPER BELL"Zの作曲となっている。
- 『京阪電車発車メロディcollection』（2008年11月1日発売）[24][25]

向谷が制作した京阪電車の新発車メロディを収録。京阪の中之島駅、淀屋橋駅、天満橋駅、京橋駅、守口市駅、寝屋川市駅、香里園駅、枚方市駅、樟葉駅、中書島駅、丹波橋駅、祇園四条駅、三条駅、浜大津駅にて限定販売。その後は子会社の京阪エージェンシーにて通信販売を実施。
- 『海幸・山幸BGM集（付録・九州新幹線BGM集）』（2009年11月27日発売）

2009年10月10日にデビューしたJR九州日南線観光特急「海幸山幸」のミュージックホーン・車内チャイム・テーマソングと、付録として九州新幹線の発車メロディ・車内チャイム・テーマソングなど、全11曲。「海幸山幸」車内・九州内の主要駅Kioskで販売。JR九州エージェンシーと音楽館で通信販売。
- 『京阪電車発車メロディCOLLECTION 2013』（2013年5月11日発売）[26]

2008年に発売されたCDに、新曲「YOU GO!」と前作未収録の発車音(3秒)2種類の音源を加え発売。なお「YOU GO!」は初代特急発車メロディを今回のCDのために向谷がアレンジした楽曲である。また、「ニコニコ超会議2」の超鉄道エリア（向谷がプロデュース）と、浜大津駅特設会場にて先行販売が行われた。京阪の中之島駅、淀屋橋駅、天満橋駅、京橋駅、守口市駅、寝屋川市駅、香里園駅、枚方市駅、樟葉駅、中書島駅、丹波橋駅、祇園四条駅、三条駅、浜大津駅と、京急百貨店5階おもちゃうりば(神奈川県横浜市)、さいか屋横須賀店4階リビング用品売場(神奈川県横須賀市)、京阪カードの通信販売サイト「e-kenet マーケット」にて購入することができる。
- 『東京メトロ東西線 発車メロディCollection』（2015年5月13日発売）

2015年5月から全面リニューアル・導入される東京メトロ東西線の発車メロディのオリジナル音源全曲（22駅48パターン各7秒）を収録。西船橋へ向かうA線・折り返しのB線のメロディを続けて聴くと一曲になるという仕掛けもある。また、九段下駅に導入される爆風スランプの『大きな玉ねぎの下で 〜はるかなる想い』は作詞をしたサンプラザ中野くん自らが「East&West Ver.」として歌詞をアレンジし再レコーディングした。また日本橋に導入されるメロディは民謡の『お江戸日本橋』をジャズアレンジを施して収録した。
- 『京阪電車発車メロディCOLLECTION 2016』（2016年5月14日発売）[27]

2016年に発売されたCDに、京阪鋼索線の車内メロディと2016年より採用の中央競馬のレース「京阪杯」限定で使用される本馬場入場曲、2014年にリニューアルしたくずはモールの開店・閉店時のBGMを新規に収録して発売。「ニコニコ超会議」の超鉄道エリアと、石清水八幡宮特設会場にて先行販売が行われた。

### 企画盤、もしくは他ミュージシャンへのサウンドプロデュース作品
|            | 作品名                               | 発売日         | 備考 |
| ---------- | ------------------------------------ | -------------- | --- |
| 亜蘭知子   | More Relax                           | 1984年6月25日  | カシオペアのメンバー全員が作曲に参加し、櫻井と神保が演奏に参加。                                                                          |
| 松原みき   | LADY BOUNCE                          | 1985年6月21日  | カシオペアのメンバー全員が制作（野呂作曲、櫻井と神保が演奏）に参加。                                                                      |
|            | スーパーマンサンタ                   | 1986年11月21日 | 野呂との共同プロデュースによる子供向けクリスマス企画アルバム。                                                                            |
| TOKI CLUB  | TWEENER                              | 1989年10月21日 | 土岐英史との共同プロデュース。TOKI CLUBとは向谷と土岐による企画ユニット名。                                                               |
|            | 三國志II・三國志III                  | 1989年12月21日 | コーエーから発売された同名シミュレーションソフトのゲームミュージック。                                                                    |
| 向谷実     | TIME SLIP                            | 1992年         | ヤマハシンセサイザーSY85販売促進8センチCD（非売品）。向谷によるSY85のミュージックワークステーション機能の紹介とそれを使用した自作自演曲。 |
|            | 戦国無双2 オリジナルサウンドトラック | 2006年2月22日  | コーエーから発売されたアクションゲーム「戦国無双2」の音楽を監修し、それをまとめたサントラ盤                                               |
| 向谷倶楽部 | 向谷倶楽部の奇蹟                     | 2011年8月29日  | ダウンロード販売のみだった音源をCD化したオムニバス盤。メイキング集なども収めたDVDを入れた3枚組となっている。                              |

参加作品
| 演者名                | 作品名                                            | 発売年 | 備考 |
| --------------------- | ------------------------------------------------- | ------ | --- |
|                       | LOFT SESSIONS vol.1                               | 1978年 | デビュー前の作品。野呂と共に1曲参加。 |
| 小熊達弥              | スパイアラル・フュージョン                        | 1979年 | カシオペアで全曲の演奏に参加。 エレクトーン奏者のアルバムで、向谷はエレクトリック・ピアノを担当。                                                 |
| ジュディ・アントン    | サンシャワーズ・イン・マイ・アイズ                | 1979年 | 演奏に参加。 |
| 山根麻衣              | たそがれ                                          | 1980年 | 演奏に参加。 |
| ジュディ・アントン    | SMILE                                             | 1980年 | 3曲を提供し、演奏とアレンジに参加。 |
| 山根麻衣              | SORRY                                             | 1981年 | 2曲を提供し、演奏に参加。 |
| ブレッド&バター       | トゥナイト愛して                                  | 1981年 | シングル曲。複数のベストアルバムにも収録。 カシオペアで演奏に参加。                                                                               |
| 三枝成彰              | ラジエーション・ミサ                              | 1981年 | 演奏に参加。 |
| キャンディ浅田        | WELCOME BACK....to you                            | 1982年 | 演奏に参加。 |
| 大野方栄              | MASAE A LA MODE                                   | 1983年 | 全10曲中9曲にカシオペアで演奏に参加。 |
| 赤尾三千子            | 横笛 / 赤尾三千子の世界                           | 1983年 | 演奏に参加。 |
| マリーン              | Be・Pop                                           | 1985年 | 2曲の演奏とアレンジに参加。 |
| 松原みき              | LADY BOUNCE                                       | 1985年 | 全曲のサウンドプロデュースおよび演奏、アレンジ、全10曲中6曲の作曲で参加                                                                           |
| 亜蘭知子              | IMITATION LONELY ―都会は、淋しがりやのオモチャ箱― | 1985年 | 神保彰が手掛けた3つの作・編曲に演奏で参加。 |
| 坂田おさむ 森みゆき   | ドラネコロックンロール                            | 1986年 | 作曲。NHK教育テレビ（NHK Eテレ）『おかあさんといっしょ』の「今月の歌」。 放送後にシングル化。他にも『おかあさんといっしょ』関連のアルバムに収録。 |
| 坂田おさむ 神崎ゆう子 | げんきひゃっぱい                                  | 1987年 | 作曲。NHK教育テレビ『おかあさんといっしょ』の「今月の歌」。 後に『おかあさんといっしょ』関連のアルバムに収録。                                    |
| 堀井勝美プロジェクト  | OCEAN DRIVE                                       | 1988年 | 演奏に参加。 |
| MALTA                 | SAPPHIRE                                          | 1989年 | 演奏に参加。 |
|                       | PLAYERS POLE POSITION Vol.2 SURFIN' U.S.A.        | 1989年 | ザ・ビーチボーイズのカバー曲集。 野呂、翌年にカシオペアに加入する鳴瀬らと3曲の演奏に参加。                                                        |
| 鳥山雄司              | プラチナ通り                                      | 1990年 | 2曲の演奏に参加。 |
| 中西圭三              | Ticket To Paradise                                | 1992年 | シングル曲。ベストアルバム『SINGLES』にも収録。 ホーンアレンジを担当。ギタリストとして野呂が演奏に参加。                                          |
| 高中正義              | Fade to blue                                      | 1992年 | 演奏とアレンジに参加。 |
| 高中正義              | AQUAPLANET                                        | 1993年 | 演奏とアレンジに参加。 |
| 高中正義              | BLUE SHARK                                        | 1993年 | 演奏に参加。 |
| 堀井勝美プロジェクト  | Sunday Brunch                                     | 1994年 | 演奏に参加。 |
| 中森明菜              | true album akina 95 best                          | 1995年 | 中森明菜の自身の曲のリアレンジおよび新録3枚組アルバム。 3曲の演奏とアレンジに参加。演奏には鳴瀬も参加。                                           |
| KOJI12000             | DISGUSTING                                        | 1998年 | テイ・トウワプロデュース。矢沢永吉のカヴァー「時間よ止まれ」にカシオペアとして演奏に参加。                                                        |

### その他
- 中央競馬重賞競走「京阪杯」本馬場入場曲「A Promising Moment」。2016年開催のレースより採用開始。
- pop'n music -『Train Simulator』のテーマ曲『Railroad Force』を提供。初出は13カーニバル
- 三國志II、三國志III、戦国無双2、戦国無双2 Empires（すべてコーエー） - BGMを担当
- タンポポ（1985年、東宝、監督：伊丹十三） - 音楽担当（クレジット：シンセサイザー演奏）

## 使用楽器

### 過去
カシオペア時代からヤマハ製のキーボードをメインに使用していて、代表的なユーザーの一人である。しかし、1979年のデビュー時は、ヤマハ製のキーボードは向谷個人では持っておらず、ステージではアマチュア時代から使っていたローズ・スーツケース・ピアノ（73鍵式）とコルグ800DV（1974年発売開始のデュオフォニックアナログシンセサイザー）、その二機種のみを使用していた（なお、その二機種はネム音楽院の同窓生だった倉田信雄から譲渡してもらったものである）。デビュー直後にローランドから当時出たばかりのVP-330（ヴォコーダー）を購入して前述の二機種に加えて使うようになる。レコーディングではそれらに加えアコースティックピアノの他にファーストアルバムでエレクトーンのヤマハEX-1、セカンドアルバムではハモンドB-3を使っていた。
1980年頃にライヴで使用していた機材は前述のローズ、800DV、VP-330に加えポリフォニックシンセのコルグDELTA（後に音色メモリーの付いたポリフォニックシンセの同TRIDENTに変更）、オルガンのコルグCX-3などで、その他にヤマハCP70やヤマハSK20なども使用するようになりキーボードの台数は増えていく。レコーディングでもレンタルやマニピュレーター所有の機材を使用するようになり、松武秀樹が参加したアルバム「MAKE UP CITY」ではシーケンシャル・サーキット プロフェット5を使用したり、マイケル・ボディカーの参加した「EYES OF THE MIND」ではプロフェット5、ポリモーグ、アープ2600等も使用している。その後他のメンバーと同様に本格的にヤマハからの支援を受け、CS70Mや GS1 などヤマハ製キーボードのフラグシップモデルが貸与されるようになる（ほかにもヤマハが輸入元となっていたモーグ・シンセサイザーも貸与される）。また、デジタルシンセサイザーの先駆けであるヤマハ・DXシリーズの音色開発も初期の頃から手掛けるようになり、そのシリーズ初の製品であるDX7や、DX7の派生機種であるDX1、DX9なども発売後（DX9はアルバム「フォトグラフス」で発売前の試作機を使用）すぐにカシオペアのレコーディングとライヴで使っていたことで、いち早く代表的なDXシリーズのプレーヤーともなった。プロ仕様ながらも比較的低価格だったDX7はカシオペアをコピー演奏するアマチュア・キーボーディストにとってもマストアイテム的なものとなり、それに応えるかたちで、向谷が実際に使っていたDX7用の音色データを専用ROMに収めたソフト「Voice ROM for DX7 向谷実」（リットーミュージック）が発売された。
DXシリーズに搭載されていたMIDIを駆使した複合的なキーボードサウンドを早期から積極的に導入していたことで、1980年代後半からはTX816などのラック式の音源モジュールにマスターキーボードであるヤマハ・KXシリーズのKX88およびKX76をつなぐ合理的なシステムが構築された。使用する音源モジュール類は、TX816のほかにPCM音源のローランドD-50のラック版D-550、コルグM1のラック版M1RやサンプラーのヤマハTX16W等が増え、その後もデジタルシンセサイザーやサンプラーの急速な進化とともに日々目まぐるしく変わっていったが、この2つのマスターキーボードは1980年代後半から1990年代後半まで十年以上にわたって向谷のフロントに置かれ続けたことにより、当時のカシオペアと向谷にとってアイコンになった。その後、1998年に出されたヤマハ・EXシリーズ、2001年に出されたヤマハ・MOTIFシリーズを使うようになり、フロントのマスターキーボードとしても置かれたことにより、KX88とKX76は表舞台から去った。意外なことにはヤマハとは楽器使用に関しては専属契約を一度もしていないと言う。ヤマハ製のものが占めるようになってからも、自ら購入したVP-330は長年にわたって使い続け、その他の他社製品もレコーディングおよびライブで使っていることを隠していない。

### 近年
ヤマハ・MONTAGEシリーズを2016年の発表当初からメイン機材として使用している。また、かつてメインで使っていたヤマハDX7やローランドVP-330などもその音色への懐かしさを求めて時折使っている。
自身が所属するかつしかトリオの当初のレコーディングでは、Nord Stage 3 Compactをリード系の音色等で使用していた。なお、かつしかトリオの楽曲「Red Express」は、このNord Stageが赤い色であることからインスパイアされた曲名である。
2023年10月発売のMONTAGE Mシリーズ導入からは、MONTAGE M8xおよびMONTAGE M7の2台をメインとして使用している。2025年6月25日に発表されたMONTAGE M OS v3.0では、「GS1 MM-Piano」をはじめとした多数の向谷実シグネチャーサウンドが搭載された。
かつしかトリオのライブにおいては、「柴又トワイライト」の演奏時にBEHRINGER VC340（Roland VP330 Vocoder Plus のクローンシンセサイザー）もあわせて使用している。ステージ上には設置していないが、MONTAGEとMIDI接続し、ボコーダーでの発音を実現している。

## 著書
- 向谷実『フュージョン狂時代: ワールド・ツアー雑記帳』ヤマハミュージックメディア（原著1995年）。ISBN 4-636-20931-1。
- 向谷実『攻略トレインシミュレータ：For Windows 95 & Macintosh 2』ソフトバンククリエイティブ〈SOFTBANK BOOKS〉（原著1998年）。ISBN 4-797-30541-X。
- 向谷実『オンチは楽器がうまくなる』草思社（原著2006年5月1日）。ISBN 4-7942-1501-0。
- 向谷実『鉄道の音』アスキー・メディアワークス〈アスキー新書〉（原著2009年3月10日）。ISBN 4-0486-7666-0。
- 向谷実『向谷実の青春60切符♪ NO MUSIC,NO TRAIN,NO LIFE』音楽之友社〈ONTOMO MOOK〉（原著2016年10月20日）。ISBN 978-4276962590。

## テレビ番組・ラジオ番組・ビデオ・DVDなど
- 趣味講座 ベストサウンド（NHK教育テレビ、1985年5月15日）
- 趣味講座 ベストサウンドⅡ（NHK教育テレビ、1986年4月21日、4月28日）
- おかあさんといっしょ - 作曲を担当
- NTTビートカフェ・メルティングポット（FM東京、現：TOKYO FM）- 1988年-1990年パーソナリティ
- ETV8「コンピューターは音楽を変えられるか」（NHK教育テレビ、1989年6月7日）- 司会
- プルプルプルン（NHK教育テレビ、1988年-1990年）- モリモリ＜ガミガミ＞たいそう 作曲
- ティーンズねっとわーく（NHK教育テレビ、1995年 - 1996年）- 司会
- 2015／20年後の君へ インターネットからの出発（テレビ朝日、1995年7月18日）アメリカのスタジオにいるハービー・ハンコックと日米間でインターネットを使い、番組中に曲を共作するという企画に参加。
- 真夜中の王国（NHK-BS2、1996年6月20日）
- TVインターネット（NHK-BS1、1996年11月3日）
- 教育トゥデイ（NHK教育テレビ、1996年11月23日、11月24日）
- ハイスクール電脳倶楽部（NHK教育テレビ、1997年3月3日）
- この人このまち（NHK-BS2、1998年4月11日、7月4日）
- ラジオ深夜便（NHK-FM、2000年12月5日）
- 音楽夢倶楽部（NHKラジオ第1、2002年2月9日）
- 日曜喫茶室「出発進行！列車は走る」（NHK-FM、2003年10月12日）
- 熱中時間 忙中"趣味"あり（2004年6月27日）
- 川島令三&向谷実の鉄道マニア倶楽部（MONDO21、2006年4月 - 6月）
- 名作平積み大作戦「燃えよ！オタク魂」（NHK BSハイビジョン、NHK-BS2、2006年5月25日、6月4日）
- 熱中時間 鉄分補給スペシャル!（NHK BSハイビジョン、NHK-BS2、2006年9月7日、9月8日）
- 川島令三&向谷実の鉄道マニア倶楽部 Ver.2（MONDO21、2007年5月 - 10月）
- 川島令三&向谷実の鉄道マニア倶楽部 Ver.3（MONDO21、2008年5月 - 10月）
- 鉄道・運輸機構 交通ネットワークの未来に向けて 〜鉄道・運輸機構の果たす役割〜（2007年3月、非売品）
- 夢のSL記念館（NHK BSハイビジョン、2007年5月3日）
- 世界一奇妙なクイズ（テレビ朝日、2007年8月、12月、2008年1月）
- JAPANナビゲーション（NHK BSハイビジョン、2007年12月10日）
- タモリ倶楽部（テレビ朝日）- 不定期出演。タモリ電車クラブ（ゴールド会員）NO.3
- BS鉄道ファン倶楽部（NHK-BS2、2008年4月19日）
- 週刊ブックレビュー（NHK-BS2、2008年5月3日）
- 昭和のSL映像館（NHK-BS2、2008年5月30日）
- 今日は一日“鉄道”三昧（NHK-FM、2008年10月13日）
- 宇宙一せまい授業!（あっ!とおどろく放送局、2008年11月25日）
- ブラタモリ（NHK総合テレビ、2009年10月15日）- 第3回「二子玉川」の回に出演
- ニッポン全国短歌日和’09（NHK-BS2、2009年10月24日）
- 熱中時間 鉄分補給スペシャル2009（NHK BSハイビジョン、2009年11月28日）
- 生誕100年 松本清張の世界（NHK-BS2、2009年12月8日、12月9日）
- 鉄道写真物語 1枚にかける旅（TwellV、2010年）
- PEOPLE（JAPAN FM NETWORK、2010年8月29日）
- BSデジタル号がゆく!〜ブルートレイン 九州一周の旅〜（NHK BSハイビジョン、2010年9月4日・5日）
- つながるラジオ（NHKラジオ第1、2010年12月22日）
- 博多屋台 こまっちゃん（NHKラジオ第1、2011年3月23日）
- RadioMukaiya（ラジオ日経、2011年4月6日 - 12月28日）- 毎週水曜。USTREAM・ニコニコ生放送とも連動
- きん☆すた（NHK福岡放送局、2011年4月15日 -「ぶっつけ本番!鉄道の旅」レギュラー出演
- 我思う、故に我ラーメン（HTB、2011年6月30日）- 深夜の新番組。最終回にゲスト出演。札幌のラーメン屋「麺屋 菜々兵衛」を訪問し、実食
- 今日は一日“鉄道”三昧リターンズ（NHK-FM、2011年8月13日）
- らいじんぐ産 〜追跡!にっぽん産業史〜（NHK BSプレミアム、2011年9月29日）
- ラジオ紙芝居 東西鉄道落語自慢（NHKラジオ第1、2011年10月10日）
- つながるラジオ ラジオ井戸端会議 鉄道スペシャル（NHKラジオ第1、2011年11月3日）
- フジテレビONE TWO NEXT チャンネルリニューアル記念!春のCS番組まつり!!（2012年3月9日他、フジテレビONEにおいて生放送。ニコニコ生放送とも連動。後日、ONE、TWO、NEXTにおいてリピート放送あり）- 新番組（後記「向谷鉄道倶楽部」）の宣伝のためにゲスト出演
- 向谷鉄道倶楽部（フジテレビNEXT、2012年4月5日 - ）- 鉄道情報バラエティー番組。毎月1本新作放送予定。アシスタントは横尾真梨子[29]
  - 向谷鉄道倶楽部presents駅弁倶楽部（フジテレビNEXT、2012年4月8日 - ）- 向谷鉄道倶楽部で紹介した駅弁を紹介する。毎月1本新作放送
- 探検バクモン（NHK総合テレビ、2012年7月25日）- 横浜市にある原鉄道模型博物館の取材に同行
- おしあげNOW（TOKYO MX、2012年9月23日）- ゲスト出演
- NIKKEI×BS LIVE 7PM（BSジャパン、2012年11月1日）- ゲスト出演
- みんなでつくる音の風景 にっぽん鉄道紀行いまむかし（NHK-FM、2012年12月29日）
- いとしのオールディーズ（NHKラジオ第1、2013年2月1日）
- まるごと知りたい！AtoZ（NHK BSプレミアム、2013年10月26日）
- たけしのニッポンのミカタ!（テレビ東京、2013年8月23日、12月13日、2015年1月16日）
- Mr.サンデー（フジテレビ）- ゲスト出演
- 笑神様は突然に…（日本テレビ、2014年2月7日）準レギュラーコーナー「鉄道マニアの旅」の特別ゲストとして出演。渋谷ヒカリエ開業1周年特別仕様列車「Shibuya Hikarie号」を貸切ってのロケ
- みちのく SLギャラクシーTHE NEW EAST EXPRESS（フジテレビ、2014年3月9日）
- 向谷鉄道倶楽部presents鉄道未来地図（フジテレビ、2014年3月22日）
- 昭和は輝いていた（BSテレビ東京、2014年6月25日、2017年5月19日）
- 感涙！よみがえりマイスター（NHK BSプレミアム、2014年7月2日）
- 東海道新幹線開業50周年「まるごと新幹線～昨日・今日・明日 夢の超特急の50年～」（NHK BSプレミアム、2014年10月4日）
- NHKマイあさラジオ（NHKラジオ第1、2015年4月～2017年3月）番組内コーナー「私のお気に入り」で”向谷実のトレインジョッキー”を月に一度担当
- 鉄道生バラエティ あさテツ（テレビ朝日、2015年8月30日）
- おんがく交差点（BSテレビ東京、2016年10月19日、10月22日）
- 音楽遊覧飛行 ミュージックエクスプレス（NHK-FM、2017年4月 - ）MC。月曜‐木曜の一単位を週替わりで他3名のMCと交代で担当するので、およそ月1週（実際は4日）出演。
- 情熱大陸（MBS、2018年10月7日[30]）
- バカリズムの30分ワンカット紀行（BSテレビ東京、2019年1月25日）五反田TOCビル内の撮影でテナントの一つとして音楽館を紹介。
- ×（かける）クラシック（NHK-FM、2019年8月11日）
- ネプリーグ（フジテレビ、2021年12月6日）
- アーカイブス映像でよみがえるにっぽんの鉄道 「蒸気機関車」（NHK総合テレビ、2022年6月12日）
- 嶌信彦 人生百景「志の人たち」（TBSラジオ、2022年10月9日、16日、23日）
- ガキパラ〜NEXT STAGE〜（文化放送、2022年11月1日）
- ビルぶら！レトロ探訪（BSフジ、2022年12月6日）五反田TOCビル内の撮影でテナントとして音楽館を紹介
- SING LIKE TALKING 佐藤竹善のアンダンテ（2023年10月、JFN系32局）
- 武部聡志のSESSIONS（2023年11月、JFN系22局）